# Raoul Loé
Raoul Cédric Loé (Courbevoie, 1989. január 31. –) kameruni válogatott labdarúgó, az Osasuna játékosa.